# 손현준
손현준(孫鉉俊, 1972년 3월 20일 ~ )은 대한민국의 전 축구 선수 및 현 지도자로 현재 김해 FC 2008의 감독으로 재직 중이며 현역 시절 FC 서울과 부산 아이파크에서 수비수로 활동했다.

## 클럽 경력
1995년 LG 치타스(現 FC 서울)에서 프로 선수 경력을 시작하여 1998년 시즌 뒤 김상문과의 맞트레이드를 통해 부산 대우 로얄즈 유니폼을 입었지만 컨디션 난조로 별다른 활약을 보이지 못했고 급기야 1999년 K리그 챔피언 결정전 2차전에서 자살골을 기록하여 수원 삼성에게 우승컵을 내준 원흉으로 낙인찍혀 2000년 1월 초 대우에서 방출된 후 친정팀에 복귀하여 선수 생활을 하고 은퇴하였다.

## 지도자 경력
FC 서울의 2군 코치를 거쳐 2006년 12월에는 대구 FC의 스카우트로 선임되었다.
2012년부터 2014년까지 김해시청 축구단의 코치를 맡았다가, 이영진 감독이 대구 FC에 복귀하자 2015년 대구 FC의 코치로 복귀했다. 2016 K리그 챌린지 시즌 중 이영진 감독이 성적 부진으로 사임하자 감독 대행으로 잔여 시즌을 치르며 대구 FC의 K리그 클래식 승격에 기여하였다. 승격 후 대구 FC의 정식 감독으로 임명되었다.
2017년 5월 22일 성적 부진의 책임을 지고 감독직에서 사임하였다. 잔여 시즌은 안드레 코치가 감독 대행을 맡아서 이끌었다.
2021년 K3리그 김포 FC 수석 코치직에 부임하였다.

## 수상 내역

### 개인
- 2016년 K리그 챌린지 최우수 감독상